# José Montilla

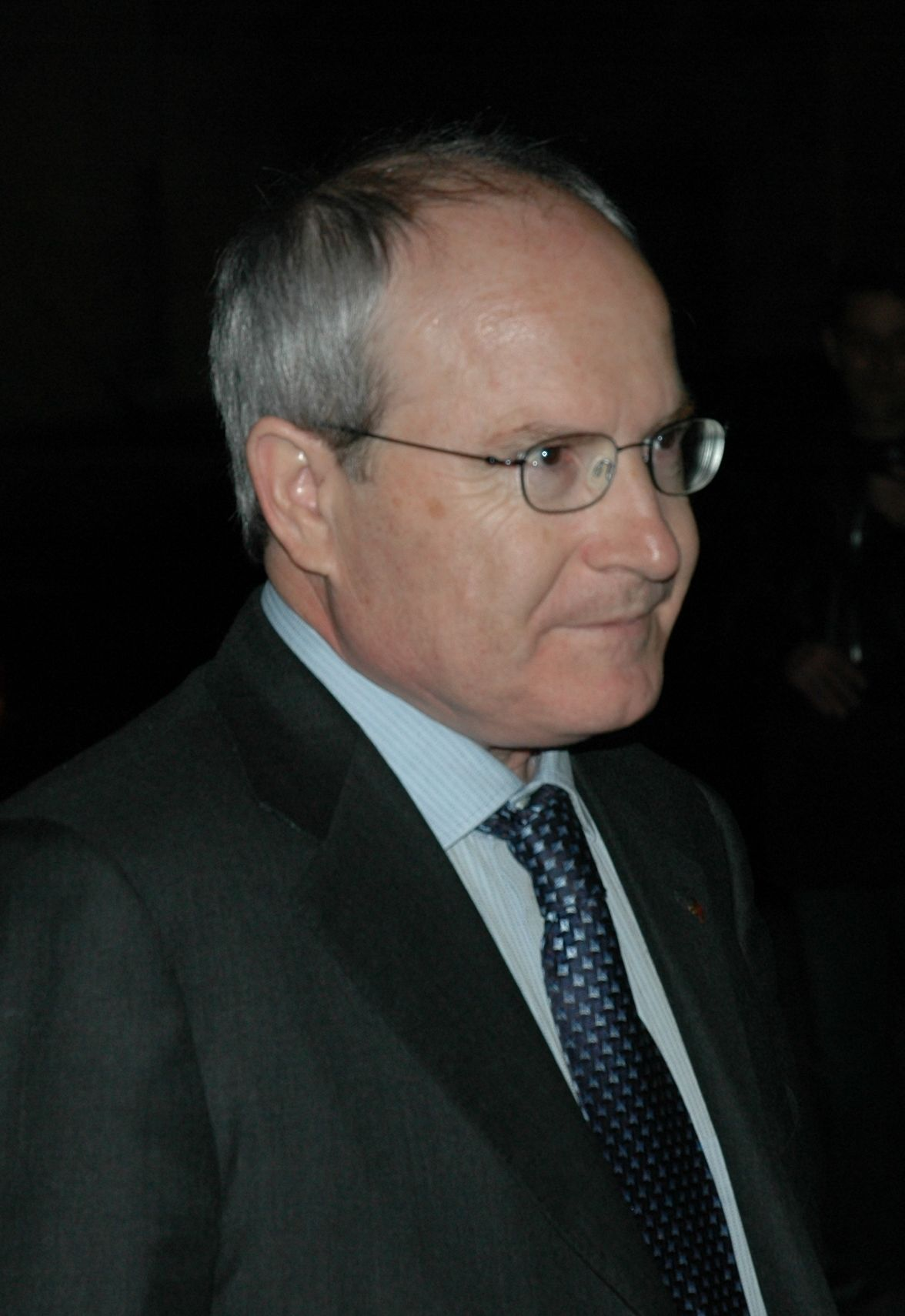
José Montilla (2007)

Unterschrift

José Montilla Aguilera [xoˈse monˈtiʎa agiˈleɾa] (geb. 15. Januar 1955 in Iznájar, Provinz Córdoba) ist ein spanischer Politiker, der dem Partit dels Socialistes de Catalunya (PSC) angehört. Zwischen 2004 und 2006 war er Industrieminister. Von 28. November 2006 bis 27. Dezember 2010 war er Präsident der Generalitat de Catalunya, der autonomen Regierung Kataloniens.

## Werdegang
Montilla kam 1971 im Alter von 16 Jahren mit seiner Familie nach Katalonien; zu dieser Zeit zogen viele Bewohner der armen Regionen im Süden und im Zentrum Spaniens in die ökonomischen Zentren in Madrid, Katalonien und dem Baskenland. 1978 trat er dem PSC bei, 1983 wurde er Bürgermeister von Cornellà de Llobregat, einer Stadt bei Barcelona. Bei den Wahlen 1999 und 2003 wurde er jeweils mit absoluter Mehrheit im Amt bestätigt und übte es aus, bis er im April 2004 zum spanischen Industrieminister in der Regierung Zapatero berufen wurde, nachdem er einen Monat zuvor zum Abgeordneten des spanischen Parlaments gewählt worden war. Der PSC hatte ihn bereits im Jahr 2000 zum ersten Sekretär und damit in die wichtigste Position der Parteiführung gewählt.
Im September 2006 trat Montilla von seinem Ministeramt zurück, um als Spitzenkandidat bei den Wahlen zum katalanischen Parlament anzutreten. Am 28. November wurde er an der Spitze einer Koalition aus PSC, Iniciativa per Catalunya Verds (IC-V) und Esquerra Republicana de Catalunya (ERC) zum 128. Präsidenten der Generalitat de Catalunya ernannt.
Nachdem alle drei Parteien bei den Regionalwahlen im November 2010 zum Teil massive Mandatsverluste erlitten hatten, konnte die Koalition nicht weitergeführt werden, und Montilla verlor seinen Posten als Präsident an Artur Mas.